# Ouest lausannois
Ouest lausannois (fr. District de l’Ouest lausannois, niem. Bezirk Lausanne-West) – okręg w zachodniej Szwajcarii, w kantonie Vaud. Siedziba administracyjna okręgu znajduje się w mieście Renens.

## Podział administracyjny
Okręg składa się z ośmiu gmin (commune) o powierzchni 26,34 km² i o liczbie mieszkańców 80 245.
1. Bussigny
2. Chavannes-près-Renens
3. Crissier
4. Ecublens
5. Prilly
6. Renens
7. Saint-Sulpice
8. Villars-Sainte-Croix